# Eldorado (Illinois)
Eldorado è un comune degli Stati Uniti d'America, situato nell'Illinois, nella contea di Saline.